# Вакарицо-Делфино
Вакарицо-Делфино је насеље у Италији у округу Катанија, региону Сицилија.
Према процени из 2011. у насељу је живело 882 становника. Насеље се налази на надморској висини од 3 м.